# Himera
 Ovo je glavno značenje pojma Himera. Za druga značenja pogledajte Himera (razdvojba).
Himera (grč. Χίμαιρα, Khímaira; hrv. zmijolav) u grčkoj mitologiji pustinjska je neman u Liciji, spada u legendarne zvijeri.

## Etimologija
Himerino ime izvedeno je od istoimene grčke riječi koja znači "koza".

## Karakteristike
Himeru se smatralo licijskom nemani, ali prikaz u umjetnosti bio je potpuno grčki. Himerin se motiv prvo pojavio u ranoj fazi prakorintskog lončarstva. U 7. stoljeću himerski je motiv bio dekorativan. U atičkoj tradiciji takvo je biće prikazivano sa zmijskim repom te kozjeg tijela i glave koja riga vatru.
Etruščani su u periodu prije svoje arhajske umjetnosti imali motiv Himere koji se pojavljuje na freskama 4. stoljeća pr. Kr.
U srednjovjekovnoj kršćanskoj umjetnosti prikazivana je kao simbol Sotoninih snaga, primjerice u Dantea gdje ima ljudsko lice i rep prekriven krljuštima.
Prema Gravesu, Himera je bila simbol za kalendar trodijelne godine, a simboli doba bili su lav, koza i zmija.
U prenesenom značenju označava neostvarivu zamisao, maštu, tlapnju, san, priviđenje, sablast itd.

## Mitologija

### Izgled
Himera je sačinjena od dijelova mnoštva životinja. Prema Heziodu, Tifonov je i Ehidnin potomak te Kerberova i Hidrina sestra, a odgojio ju je Amizodar, karijski kralj. Opisi variraju ovisno o izvorima: najstariji Homerov opis govori da je imala kozje tijelo, zmijski ili zmajski rep te lavlju glavu; prema Heziodu, imala je tri glave - lavlju, kozju i zmijsku; prema Apolodoru, prednja joj je strana bila lavlja, glava kozja, a rep zmajski. Uglavnom se smatra ženkom, a svi se izvori slažu da je bljuvala vatru bar iz jedne od glava.
Oni koji bi vidjeli Himeru završili bi brodolomom ili bi viđenje bilo popraćeno prirodnim katastrofama poput erupcija vulkana.
Prema Heziodu, s bratom Ortom bila u vezi te da je rodila nemejskog lava i Sfingu. 

### Belerofont
Belerofont je iz nehaja ubio svoga brata te je prognan u Liciju. Ondje je, da bi se iskupio, poslušao zapovijed kralja Jobata koju mu je zapovjedio da ubije čudovišnu Himeru. Atena mu je darovala krilatog konja Pegaza uz čiju je pomoć uspio pobijediti Himeru na Helikonskoj gori. U nekim izvorima piše da ju je probo kopljem, u nekima da ju je pobijedio lukom i strijelama, u nekim da je namjestio svoje koplje pod njezin vatreni dah koji je otopio olovo koje ju je otrovalo, a u nekim da je odsjekao jednu od triju njezinih glava.

## Vanjske poveznice
- Himera u klasičnoj literaturi i umjetnosti (engl.)
- Mitovi o Himeri  Arhivirana inačica izvorne stranice od 7. srpnja 2008. (Wayback Machine) (engl.)